# Diogenidae
Diogenidae (лат.) — это семейство десятиногих раков из надсемейства раков-отшельников (Paguroidea). Своё название получили по имени древнегреческого философа-киника Диогена Синопского, по преданию, жившего в бочке.

## Описание
Представители семейства Diogenidae подобны ракам семейства Paguridae, однако у них, в отличие от Paguridae, левая клешня крупнее правой. Обычно эта клешня используется для того, чтобы вход в раковину, в которой обитает рак-отшельник, держать закрытым. Как и все остальные десятиногие раки, Diogenidae имеют пять пар членистых ног — пару клешней, две пары ног, предназначенных для перемещения, находящиеся за пределами раковины, и две пары небольших согнутых ножек, с помощью которых рак закрепляется в раковине.
В семейство Diogenidae входит около 350 видов ракообразных, в том числе 50 — в род Dardanus. Представители вида Dardanus arrosor живут в симбиозе с морским анемоном Calliactis parasitica, располагающимся на раковине, в которой обитает рак-отшельник. Когда же рак вынужден поменять раковину и находит себе новую, он снимает анемон со старой и пересаживает его на свой новый «дом». Так же поступают и раки Paguristes oculatus. Некоторые представители семейства Diogenidae не живут в раковинах, а обитают прямо на теле актинии. Рачки небольших размеров, такие как Calcinus, Clibanarius и Paguristes, питающиеся водорослями и останками животных, часто используются в морских аквариумах как естественные «санитары» водной среды.

## Классификация
На август 2017 года в семейство включают следующие роды:
- Allodardanus Haig & Provenzano, 1965
- Aniculus Dana, 1852
- Areopaguristes Rahayu & McLaughlin, 2010
- Bathynarius Forest, 1989
- Calcinus Dana, 1851
- Cancellus H. Milne Edwards, 1836
- Ciliopagurus Forest, 1995
- Clibanarius Dana, 1852
- Dardanus Paul'son, 1875
- Diogenes Dana, 1851
- Isocheles Stimpson, 1858
- Loxopagurus Forest, 1964
- Paguristes Dana, 1851
- Paguropsis Henderson, 1888
- Petrochirus Stimpson, 1858
- Pseudopaguristes McLaughlin, 2002
- Pseudopagurus Forest, 1952
- Strigopagurus Forest, 1995
- Tetralobistes Ayon-Parente & Hendrickx, 2010
- Tisea Forest & Morgan, 1991
- Trizopagurus Forest, 1952

## Галерея

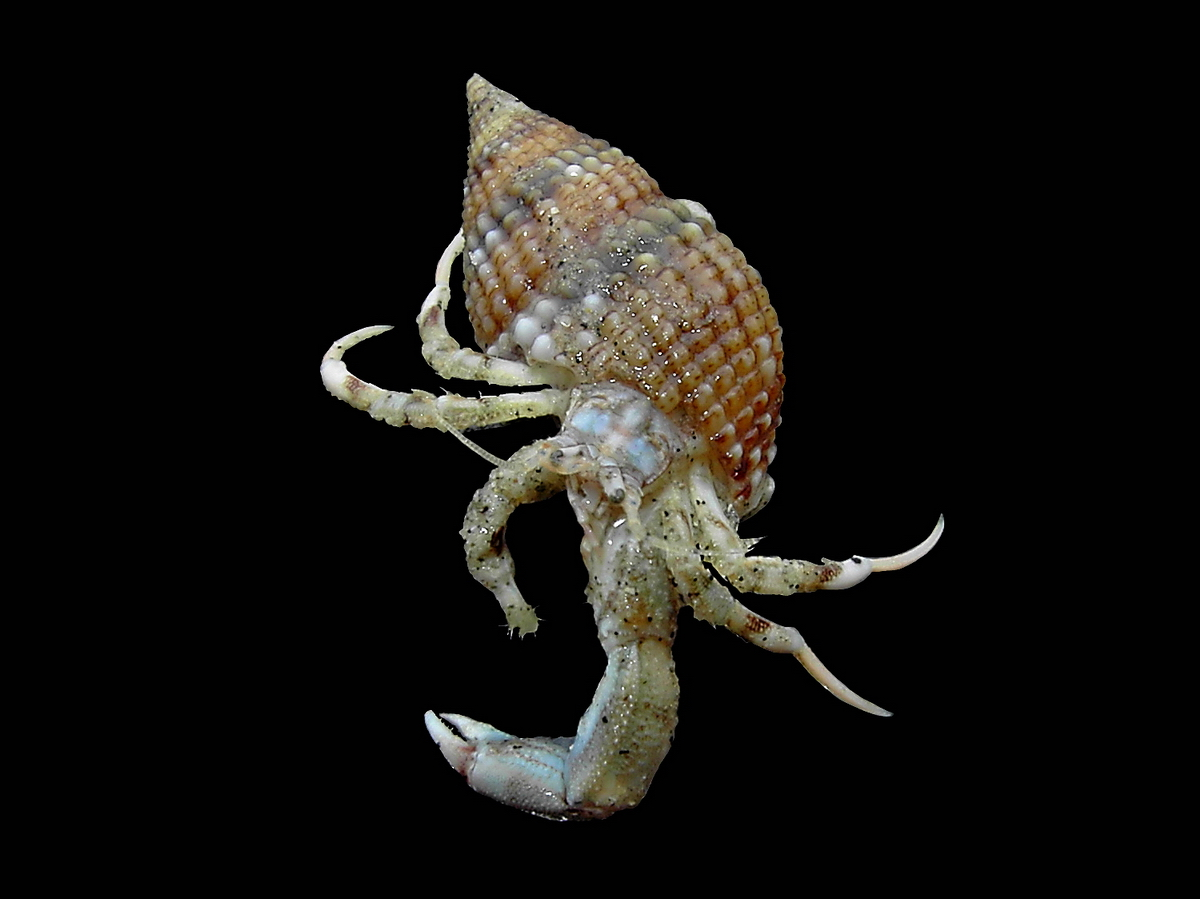
Diogenes pugilator
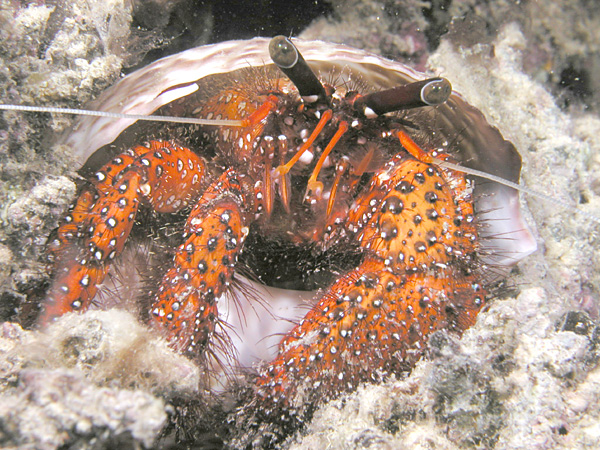
Dardanus megistos
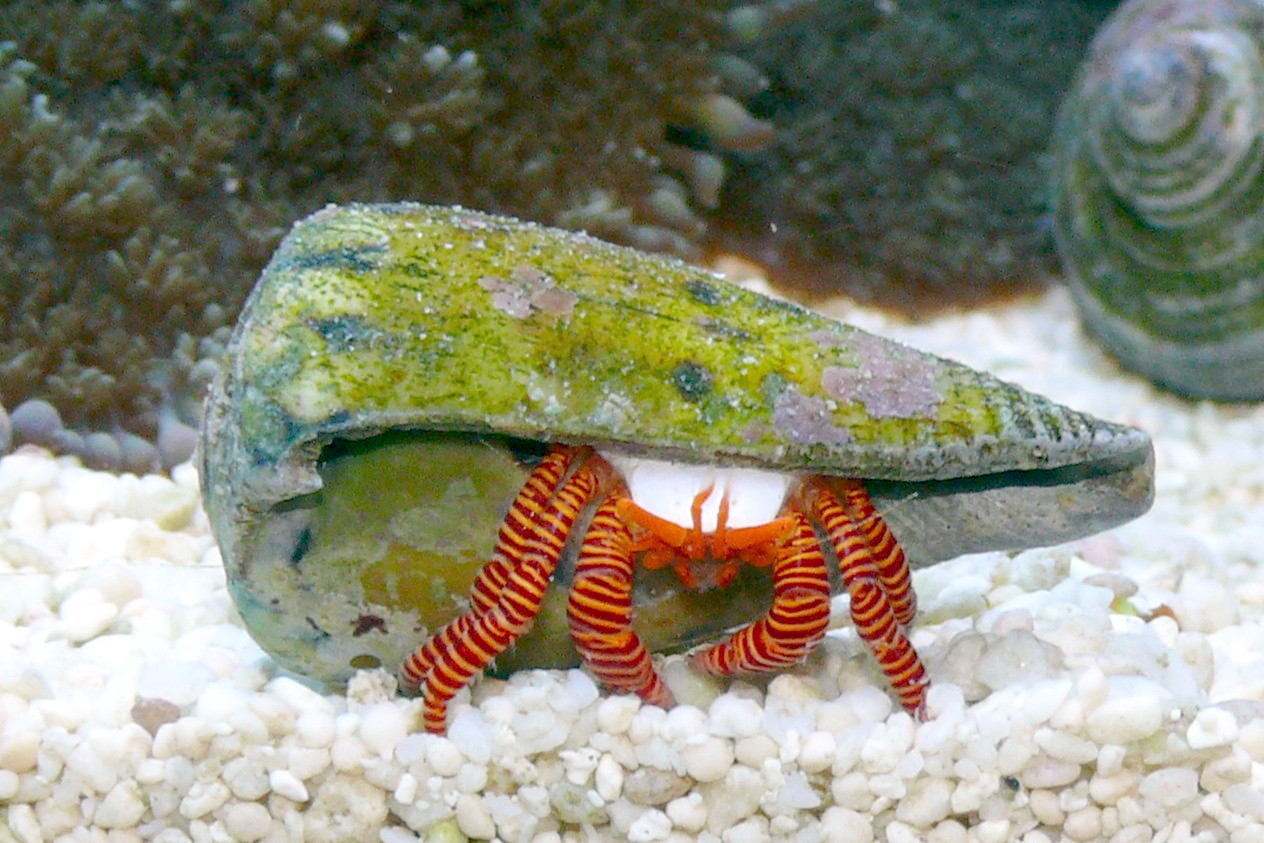
Ciliopagurus strigatus
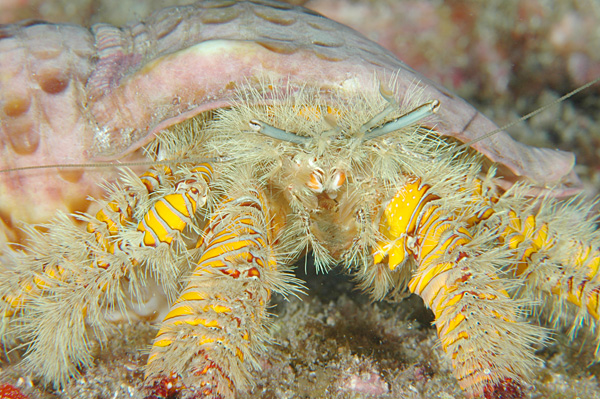
Aniculus maximus
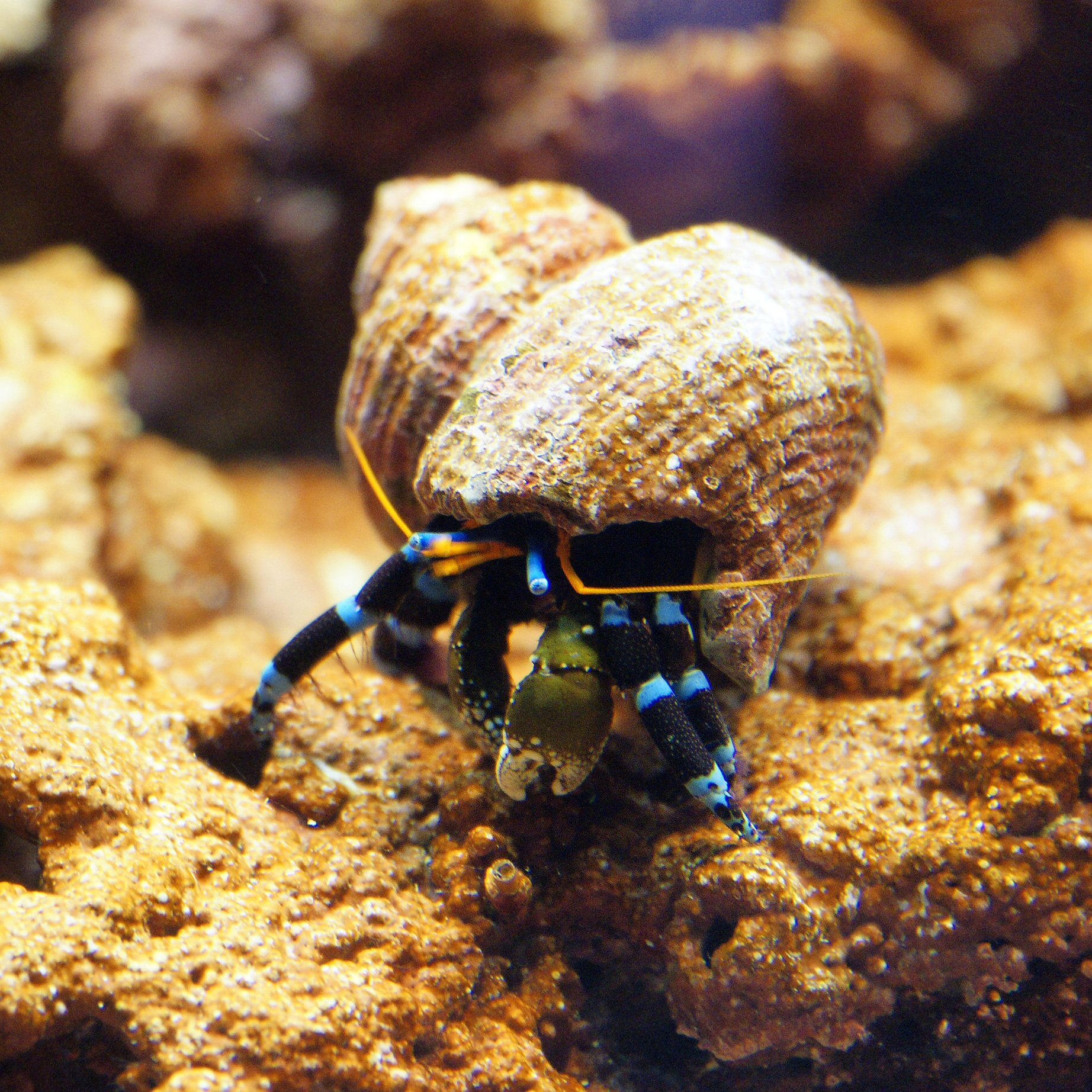
Calcinus elegans